# Paranemertopsis wellsi
Paranemertopsis wellsi är en djurart som tillhör fylumet slemmaskar, och som beskrevs av Gibson 1990. Paranemertopsis wellsi ingår i släktet Paranemertopsis och familjen Emplectonematidae. Inga underarter finns listade i Catalogue of Life.